# 共観福音書の問題
共観福音書の問題（きょうかんふくいんしょもんだい）とは、共観福音書に問題があるという説。
四福音書のうち、マタイ、マルコ、ルカは共通する記述が多く、同じような表現もみられるため｢共観福音書｣と呼ばれる。ヨハネ福音書のみは同じ出来事を描写するときにも、他の三つとは異なった視点やスタイルをとることが多い上に、他の三つの福音書に比べて思想・神学がより深められている。イエスを神であると明言し、はっきり示すのはヨハネのみである。
外典の『ペトロによる福音書』も共観福音書と並行する記述が多く、『トマスによる福音書』は共観福音書にみられるイエスのことばを並行して収録している。
近代における福音書の批判的研究は、共観福音書の並行箇所の比較研究から始まった。最初期の聖書学者の一人であるドイツ人ヨハン・グリースバッハ（Johann Jakob Griesbach）は1776年にマタイ、マルコ、ルカ福音書の記述の並行箇所を見開きの中で横一列になるよう配置した著作を発表。この見開き対照表を「シノプシス」（Synopsis）といったことから、マタイ、マルコ、ルカの三福音書は共観福音書（Synoptic Gospel）と呼ばれるようになった。
初代教会の時代から福音書のならびを成立順とみなす見方、すなわちマタイが最初に書かれ、次がマルコ、そしてルカ、最後にヨハネという順で成立したという見方があり、これが定着した。この伝承に基づく見方は現代の「二資料仮説」の支持者ですら支持するものもある。しかし近代以降の聖書研究は、これらの説は伝承上のものにすぎず、実際の成立順とは異なっているという結論に達することになった。今日、もっとも広く受け入れられている説は、マルコが最初に書かれ、マタイとルカがマルコおよびもう一つの共通資料をもとに書かれ、最後にヨハネが成立したという説である。マタイとマルコが参照したもう一つの資料はドイツ語の「資料」をあらわすQuelleからQ資料と呼ばれ、マタイとルカが、マルコとQ資料の二つの資料を参照したという想定から「二資料仮説」と呼ばれている。これ以外にもマタイとルカが、マルコとQ資料およびそれぞれの独自資料（M資料およびL資料ともいう）を用いたという説もあり、これを「四資料仮説」という。
共観福音書の成立に関する他の説としては「ファラー説」（Farrer Hypothesis）がある。この説はマルコ福音書が最初に書かれたという点では二資料仮説と共通だが、マタイとルカの成立に必ずしもQ資料の必要性を認めないところに独自性がある。提唱者のオースティン・ファラー（Austin Farrer）は、マルコの次にマタイが書かれ、ルカはマルコとマタイを参照して書かれたという説を唱えることで、マタイとルカの並行箇所の存在を説明しようとした。
四つの福音書の成立時期に関する説はいろいろあって、そのどれも確証に欠くきらいがある。一部の保守的な研究者たちは伝承どおり、福音書の成立を1世紀の中ごろから後半と考えるが、現代もっとも広く受け入れられている説は以下のようなものである。ここでは現代を代表する聖書学者の一人レイモンド・ブラウン（Raymond E. Brown）の著作から成立時期に関する解説を参照してみる。
- マタイ：70年～100年ごろ成立。（保守的な学者は70年以前の成立を主張し、マルコが最初に成立したという説を認めない。）
- マルコ：68年～73年ごろ成立。
- ルカ：80年～100年ごろ成立。もっとも有力な説は85年ごろの成立というもの。
- ヨハネ：90年～110年ごろ成立。（ヨハネに関してのみはブラウンの意見は主流派の見解と異なっている。）

現代の聖書学者たちが広く認めているのは、四つの福音書が最初から（当時の東方世界の共通語だった）ギリシア語で書かれたということである。古代のマタイ福音書注解書のあるものが、「マタイ福音書にはアラム語原版があり、そこからギリシア語に訳された」という記述をしたことから、古代の教父たちはマタイ福音書をヘブライ人のための福音書と呼び、マルコ福音書を参照しながらギリシア語に翻訳されたため、二つの福音書には並行箇所が現れたという説を示した。しかし、アラム語のマタイ福音書は（後代にギリシア語から訳されたもの以外は）いまだに発見されていない。